# Moraleja de Matacabras
Moraleja de Matacabras é um município da Espanha na província de Ávila, dentro da comunidade autónoma de Castela e Leão, de área  km² com população de 58 habitantes (2007) e densidade populacional de 4,47 hab/km².

## Demografia
| Variação demográfica do município entre 1991 e 2004 | Variação demográfica do município entre 1991 e 2004 | Variação demográfica do município entre 1991 e 2004 | Variação demográfica do município entre 1991 e 2004 |
| --------------------------------------------------- | --------------------------------------------------- | --------------------------------------------------- | --------------------------------------------------- |
| 1991                                                | 1996                                                | 2001                                                | 2004                                                |
| 77                                                  | 73                                                  | 66                                                  | 66                                                  |